# Sergey Vasilyevich Andreyev
Sergey Vasilyevich Andreyev (tiếng Nga: Сергей Васильевич Андреев; sinh 16 tháng 5 năm 1956 tại Luhansk) là cựu cầu thủ bóng đá người Nga và Liên Xô. Ông đang dẫn dắt FC MITOS Novocherkassk.

## Thành tích
- Huy chương đồng Olympic: 1980.
- Vua phá lưới Olympic: 1980, 5 bàn.
- Vô địch Soviet Cup: 1981.
- Vua phá lưới Soviet Top League: 1980 (20 bàn), 1984 (19 bàn).
- Danh sách 33 cầu thủ của năm: bốn lần.
- Thành viên Câu lạc bộ Grigory Fedotov.

## Sự nghiệp quốc tế
Ông có 26 lần khoác áo và ghi 8 bàn cho Đội tuyển bóng đá quốc gia Liên Xô, và từng tham dự World Cup 1982. Ông cũng giành huy chương đồng tại Thế vận hội Mùa hè 1980, ghi một cú hat trick vào lưới Cuba.